# Grums (comuna)
Grums (em sueco: Grums kommun) é uma comuna da Suécia localizada no condado de Varmlândia. Sua capital é a cidade de Grums. Possui 386 quilômetros quadrados e segundo censo de 2018, havia 9 016 habitantes.